# تشارلز هولدر
تشارلز هولدر هو سياسي كندي، ولد في 14 أغسطس 1874 في Battersea, Ontario ‏ في كندا، وتوفي في 19 فبراير 1962 في Busby, Alberta ‏ في كندا. نشط حزبياً في حزب الائتمان الاجتماعي في ألبرتا ‏. وقد انتخب عضو الجمعية التشريعية في ألبرتا ‏.